# Darren Potter
Darren Michael Potter, född den 21 december 1984 i Liverpool, är en engelskfödd irländsk fotbollsspelare som för tillfället spelar i Tranmere Rovers och har tidigare representerat det irländska landslaget. Han var en gång lagkapten i Liverpools skollag och kommer från Scotland Road-området i staden.

## Karriär
Potter är en central mittfältare och tillhörde Everton och Blackburn Rovers innan han skrev på för Liverpools ungdomsakademi. Han debuterade i A-laget i en kvalmatch till Champions League mot österrikiska Grazer AK den 10 augusti 2004 när han bytte av Steve Finnan med fem minuter kvar av matchen. Han spelade sedan hela returmatchen. Potter gjorde totalt 10 framträdanden under säsongen 2005-2006, de flesta i cupsammanhang.
Nästa säsong deltog han i träningsmatcherna under försäsongen och kvalmatcherna till Champions League men gjorde inga framträdanden i Premier League, under slutet av säsongen lånades han istället ut till Championship-laget Southampton.
Han återvände till Anfield under sommaren men lånades snabbt ut igen, den här gången till Wolverhampton Wanderers för hela säsongen 2006/2007. Efter att ha imponerat på Wolves ledning gjordes övergången permanent i januari 2007. Liverpool fick 250 000 pund (en siffra som kunde stiga till 525 000) och Potter skrev på ett kontrakt över tre och ett halvt år.
Potters andra säsong hos Wolves blev däremot mindre lyckad och managern Mick McCarthy erbjöd sig att skriva upp honom på transferlistan i januari för att få mer speltid i en annan klubb. Potter avböjde erbjudandet och stannade på Molineux till säsongens slut då klubben ändå beslutade sig för att transferlista honom. Då ingen klubb ville köpa honom tog man bort honom från transferlistan och sade till honom att kämpa för en plats i laget. Då det inte gick så bra för honom den första halvan av säsongen 2008-09 lånades han ut till Sheffield Wednesday i januari 2009 och där gjorde han så bra ifrån sig att de köpte honom 10 juli 2009. Den 22 augusti 2009 gjorde han sitt första mål säsongen 2009-10 när man vann mot nyuppflyttade Scunthorpe United.
24 juni 2011 meddelade Milton Keynes Dons på sin hemsida att Potter har skrivit på ett kontrakt som sträcker sig över säsongen 2011/2012.
Potter har representerat Irlands ungdomslandslag flera gånger och deltog bland annat i 2003 års U20-VM. Han debuterade i A-landslaget i en vänskapsmatch mot Ecuador på Giants Stadium i New York den 23 maj 2007.